# Ruster Straße
Die Ruster Straße (B52) ist eine Landstraße im Burgenland. Sie führt auf 19,6 km von Eisenstadt über St. Margarethen und Rust nach Mörbisch am See.

## Geschichte
Die Margarethener Straße von Eisenstadt nach Rust und die Oggauer Straße von Schützen am Gebirge über Oggau und Rust nach Mörbisch wurden durch eine Verordnung der burgenländischen Landesregierung vom 20. August 1928 zu Bezirksstraßen erklärt.
Die Ruster Straße gehört seit dem 1. Jänner 1972 zum Netz der Bundesstraßen in Österreich.